# تپه بلمانه ۱
تپه بلمانه ۱ مربوط به مس وسنگ است و در شهرستان کرمانشاه، بخش ماهیدشت، دهستان ماهیدشت، ۳۵۰ متری شمال شرق روستای بلمانهٔ رفیق آباد علیا واقع شده و این اثر در تاریخ ۲۷ اسفند ۱۳۸۶ با شمارهٔ ثبت ۲۲۴۷۶ به‌عنوان یکی از آثار ملی ایران به ثبت رسیده است.